# Moraine Ridge
Moraine Ridge (englisch für Moränengrat) ist ein kleiner Gebirgskamm in den Victory Mountains im ostantarktischen Viktorialand. In der Cartographers Range erstreckt er sich in die Südwestflanke des Tucker-Gletschers unmittelbar südlich der Einmündung des Pearl-Harbor-Gletschers.
Wissenschaftler einer von 1957 bis 1958 durchgeführten Kampagne im Rahmen der New Zealand Geological Survey Antarctic Expedition gaben ihm seinen Namen.